# Vladislav Sapeya
Vladislav Sapeya (Unión Soviética, 11 de junio de 1943) fue un atleta soviético especializado en la prueba de 4 x 100 m, en la que consiguió ser subcampeón europeo en 1969.

## Carrera deportiva
En el Campeonato Europeo de Atletismo de 1969 ganó la medalla de plata en los relevos 4 x 100 metros, con un tiempo de 39.3 segundos, llegando a meta tras Francia (oro) y por delante de Checoslovaquia (bronce).